# Михайлов, Виктор Павлович
Виктор Павлович Михайлов (11 (24) ноября 1907, Москва — 5 апреля 1986, там же) — советский боксёр, заслуженный мастер спорта СССР (1936 — первый ЗМС среди боксёров; звания удостоен после юбилейного сотого боя), заслуженный тренер СССР (1956), судья международной категории (1958). Выдающийся боксёр СССР (1948). Выступал за Москву, «Динамо».  
Абсолютный чемпион СССР (1939). Семикратный чемпион СССР (1933—1939). Чемпион III Летней Рабочей Олимпиады в Антверпене (1937). Участник Великой Отечественной войны. Заслуженный работник культуры РСФСР (1974).

## Биография
Родился в Москве, в семье преподавателя художественного литья Московского Архитектурного института Павла Ивановича Михайлова. В 1922 году, после гибели отца и смерти матери, оказался в 13-м образцовом детском доме в Ипатьевском переулке. Участвовал в кулачных боях «стенка на стенку», проходивших у Дорогомиловской заставы.

### Спортивная карьера
Боксом начал заниматься в 1925 году в секции во Вхутемасе у А. Ф. Гетье, который и оставался его единственным тренером. Выступал в полутяжёлом весе (72,5—79,5 кг). Является обладателем самой быстрой в мире победы нокаутом (1934 г., нокаут на 14-й секунде матча Михайлов (СССР) — Фиэтко (Чехословакия)).
Первых крупных успехов достиг в 1928 году: чемпион Москвы и финалист Всесоюзной спартакиады (проиграл представителю Финляндии Берлунду). Чемпион СССР в полутяжёлом весе 1933—1939 (в 1927—1932 чемпионаты СССР не проводились), абсолютный чемпион СССР 1939 года.
В мае 1942 года в финале чемпионата Москвы выиграл бой у Константина Бирка и стал чемпионом Москвы в полутяжёлом весе. В июле 1942 года вновь победил К. Бирка в бою за звание лучшего боксёра Москвы в полутяжёлом весе.
Всего провёл 120 боёв, одержал в них 108 побед. Из 8 боксёров, которым проигрывал, у 5 взял реванш.

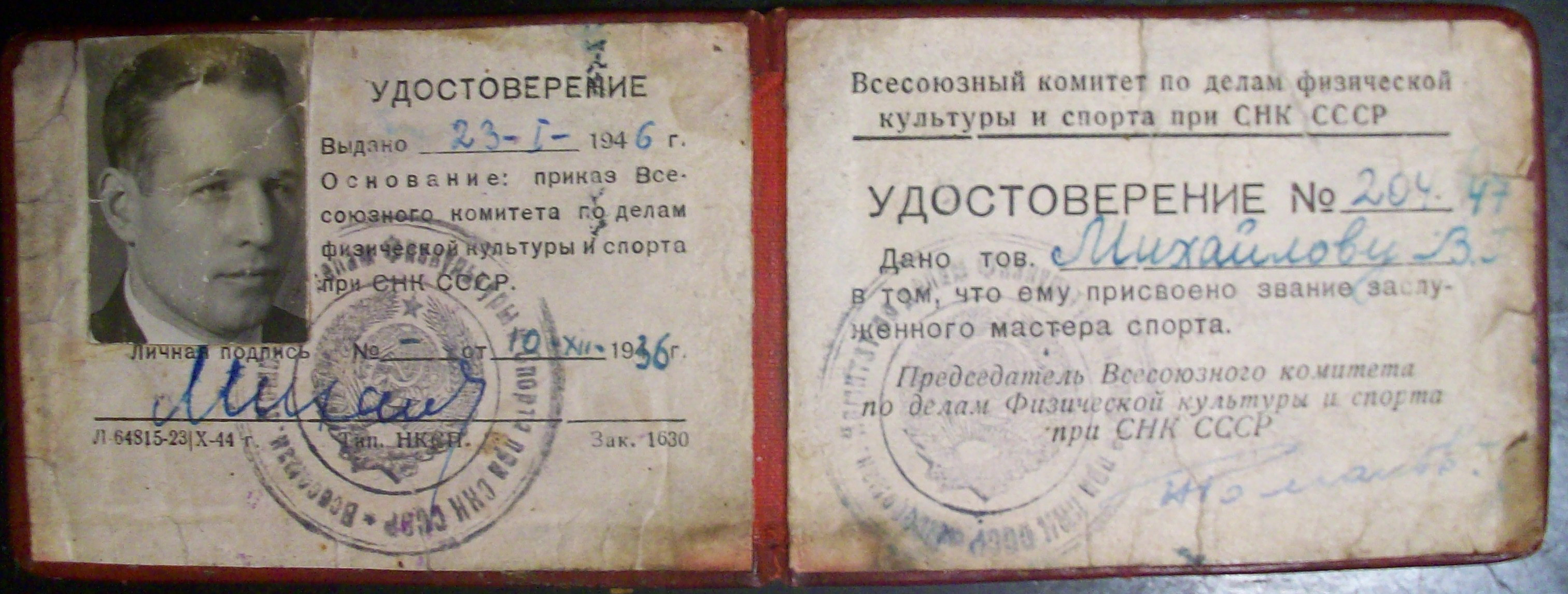
Удостоверение заслуженного мастера спорта
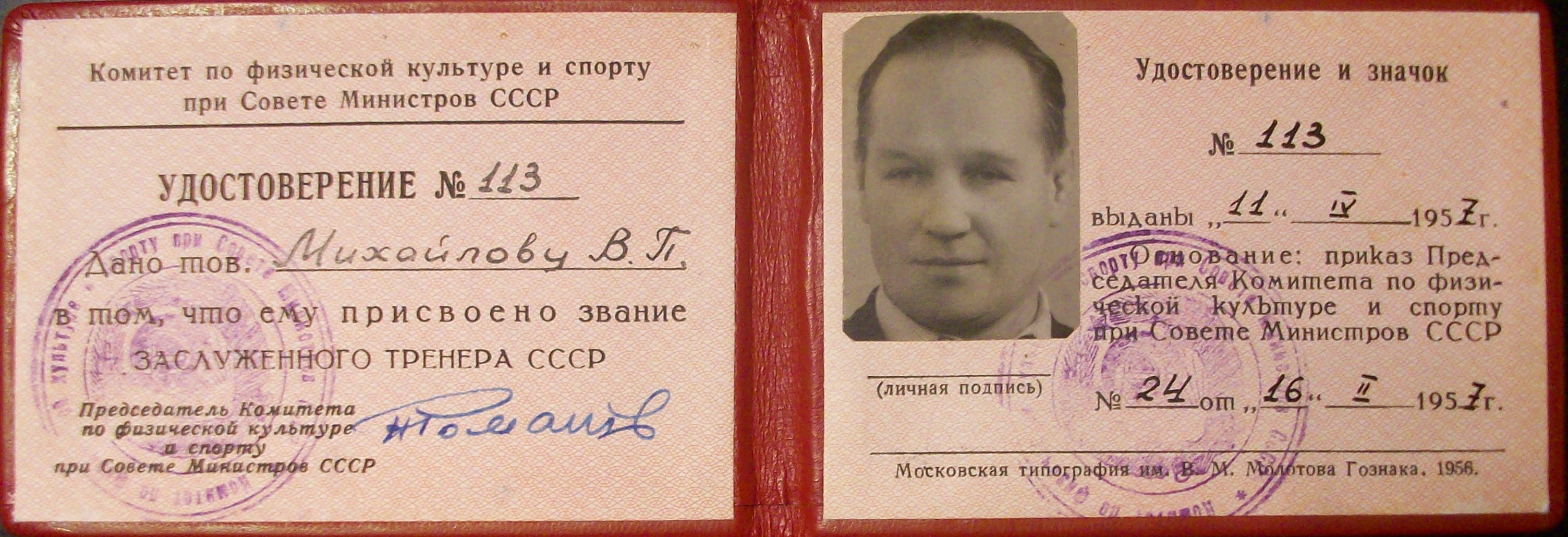
Удостоверение заслуженного тренера СССР
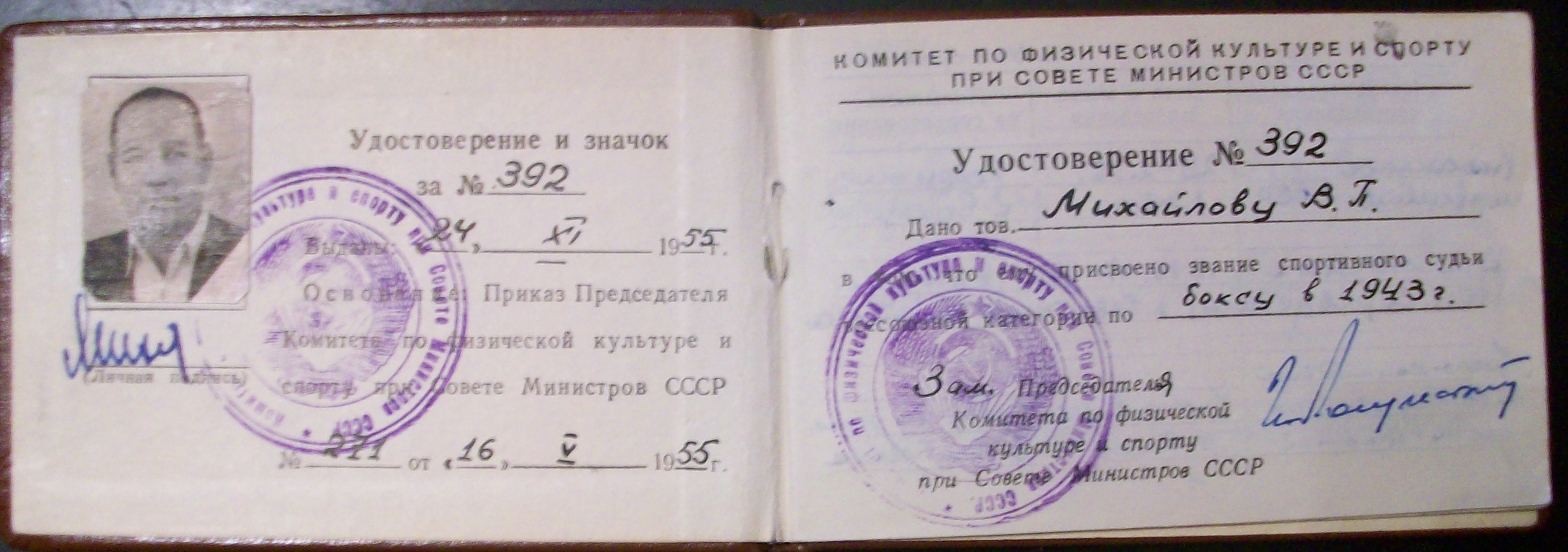
Судья всесоюзной категории

#### Международные встречи
В составе сборной СССР в 1927—1937 годах 5 раз выступал в Норвегии, Финляндии, Швеции, Дании, Чехословакии. Победитель Всемирной рабочей олимпиады 1937.
Всего провёл 42 боя с зарубежными соперниками, в которых одержал 38 побед, из них 20 — нокаутом.

#### Поединки сНиколаем Королёвым
В то время, когда Н. Королёв выступал в полутяжёлом весе, они встречались на ринге 3 раза и все 3 боя выиграл Михайлов.
В 1936 году было утверждено звание абсолютного чемпиона СССР, разыгрывавшееся в личном поединке из 6 раундов по 3 минуты. Претендовать на звание имели право чемпионы СССР в тяжёлом, полутяжёлом и среднем весе. Основанием для матча служил вызов посланный претендентом во Всесоюзный спорткомитет. В 1936 году победил Королёв (вес — 87 кг), в 1937 году бой был остановлен из-за сильного рассечения у В. Михайлова (победа присуждена Н. Королёву), в 1939 году — Михайлов в напряжённой борьбе одержал победу по очкам (вес — 78 кг). В 1940 году Королёв послал вызов, Михайлов ответил согласием, но высказал пожелание, чтобы в соревновании приняло участие большее число боксёров, но спорткомитет посчитал это нецелесообразным — в итоге матч не состоялся.
Общий счёт поединков 4:2 в пользу В. П. Михайлова

### Великая Отечественная война
Михайлов — участник Великой Отечественной войны. Служил в ОМСБОНДе, затем был назначен шофёром-адъютантом члена военного совета генерала К. Ф. Телегина. Сражался под Москвой, на Донском фронте и под Сталинградом. В октябре 1941 года в результате авианалёта был ранен, но вскоре вернулся в строй. В 1942 году был тяжело ранен во второй раз (тяжёлая контузия с черепным ранением) — как следствие, комиссован из рядов РККА.
После реабилитации направлен в Москву в должности заместителя начальника гаража МВО СССР. В 1945—1947 годах был начальником футбольной команды «Динамо» (Москва).

### Тренерская и преподавательская деятельность
C 1945 года — на тренерской работе. Был тренером сборной СССР на Олимпийских играх в Хельсинки в 1952 году и в Мельбурне в 1956 году.
Ученики:
- Щербаков, Сергей Семёнович — серебряный призёр Олимпийских игр 1952 года и Чемпионата Европы 1953 года, 10-кратный чемпион СССР (1944—1953)
- Булаков, Анатолий Николаевич (с 1947) — бронзовый призёр Олимпийских 1952, 6-кратный чемпион СССР (1949—1954);
- Степанов, Геннадий Григорьевич — 2-кратный чемпион СССР (1948—1949).

В 1946—1972 гг. — старший преподаватель кафедры бокса Института физической культуры. Выйдя на пенсию, оставался тренером-консультантом в «Динамо».

## Спортивные достижения
Международные
- III Летняя Рабочая Олимпиада 1937 года —

Всесоюзные
- Абсолютный чемпионат СССР по боксу 1936 года —
- Абсолютный чемпионат СССР по боксу 1939 года —

- Чемпионат СССР по боксу 1933 года —
- Чемпионат СССР по боксу 1934 года —
- Чемпионат СССР по боксу 1935 года —
- Чемпионат СССР по боксу 1936 года —
- Чемпионат СССР по боксу 1937 года —
- Чемпионат СССР по боксу 1938 года —
- Чемпионат СССР по боксу 1939 года —

- Всесоюзная спартакиада 1928 года —

Региональные
- Чемпионат Москвы 1928 года —

### Спортивные звания
- Заслуженный мастер спорта СССР
- Заслуженный тренер СССР
- «Выдающийся боксёр СССР»

## Награды
- Орден «Знак Почёта» (22.07.1937)
- Орден Отечественной войны II степени (06.11.1985)[5]
- Орден Трудового Красного Знамени (27.04.1957) — «за успехи, достигнутые в деле развития массового физкультурного движения в стране, повышения мастерства советских спортсменов, и успешное выступление на международных соревнованиях»
- Заслуженный работник культуры РСФСР (01.04.1974)[6]